# Alara laetanda
Alara laetanda är en insektsart som beskrevs av Yang och Wu 1993. Alara laetanda ingår i släktet Alara och familjen Derbidae. Inga underarter finns listade i Catalogue of Life.